# Хадсон, Блейн
Блейн Хадсон (англ. Blaine Hudson; род. 28 октября 1991 года, Горлстон-он-Си, Англия) — английский футболист, защитник валлийского клуба «Нью-Сейнтс».

## Клубная карьера
Футболом начал заниматься в академии клуба «Норвич Сити». В 2008 году перешёл в клуб Национальной лиги «Кембридж Юнайтед». Дебютировал 16 января 2010 года в матче против «Истборн Боро». Первый гол забил 10 апреля в ворота «Солсбери Сити». Осенью 2011 года месяц на правах аренды провёл в клубе Южной футбольной лиги «Кембридж Сити», а весной 2013 года — в клубе Южной Национальной лиги «Биллерики Таун». Летом 2013 года на правах аренды до конца сезона присоединился к «Уэллинг Юнайтед». Дебютировал 10 августа в матче против «Рексема». Первый гол забил 1 марта 2014 года в ворота «Маклсфилд Таун», принеся победу своей команде.
Летом 2014 года перешёл в «Рексем». Дебютировал 9 августа в игре с «Дартфордом»; кроме того, тот матч стал для Хадсона 100-м в Национальной лиге. Первым забитым мячом отметился 23 августа в встрече с «Олфретон Таун». 6 февраля 2016 года оформил первый в карьере дубль, принеся ничью в матче против «Форест Грин Роверс». Летом 2016 года сменил команду, присоединившись к «Честеру». Дебютировал 6 августа в матче против «Гейтсхеда». Дебютный гол забил 27 августа в ворота «Саттон Юнайтед».
В мае 2017 года уехал в Уэльс, подписав контракт с «Нью-Сейнтс». Дебютировал 19 августа в игре с «Бала Таун», забив гол. 10 июля 2018 года в матче первого квалификационного раунда Лиги чемпионов против «Шкендии» дебютировал в еврокубках. Первый гол забил 26 июля в игре второго квалификационного раунда Лиги Европы в ворота «Линкольн Ред Импс». 10 октября 2020 года провёл свой 100-й матч за клуб, 22 октября 2021 — свой 100-й матч в Премьер-лиге.

## Достижения
«Нью-Сейнтс»
- Чемпион Уэльса (5): 2017/18, 2018/19, 2021/22, 2022/23, 2023/24
- Обладатель Кубка Уэльса (3): 2018/19, 2021/22, 2022/23
- Обладатель Кубка Валлийской лиги (2): 2017/18, 2023/24